# Wevelgem
Wevelgem er en belgisk kommune og by i provinsen Vestflandern i Flandern. Den havde i 2018 godt 32.000 indbyggere fordelt på 38.76 km².
Cykelløbet Gent-Wevelgem har mål i Wevelgem.